# Sung Yoo-bin
Sung Yoo-bin (en hangul, 성유빈; RR, Seong Yu-bin; 25 de julio de 2000) es un actor surcoreano.

## Biografía
Estudia drama y artes escénicas en la Universidad Chung-Ang (중앙대학교).

## Carrera
Es miembro de la agencia "United Artists Agency" (UAA) desde el 2019. Previamente formó parte de la agencia C-JeS Entertainment. 
El 11 de agosto del 2011 apareció en la película Blind (블라인드) donde interpretó a Dong-hyun de joven, el hermano menor de Min Soo-ah (Kim Soo-jin / Kim Ha-neul). El actor Park Bo-gum interpretó a Dong-hyun de adulto.
En julio del 2016 se unió al elenco recurrente de la serie The Good Wife donde dio vida a Lee Ji-hoon, el hijo de la abogada Kim Hye-kyung (Jeon Do-yeon).
El 17 de diciembre del 2015 apareció en la película The Tiger: An Old Hunter's Tale donde interpretó a Seok-yi, el hijo de Chun Man-Duk (Choi Min-sik).
El 21 de septiembre del 2017 apareció en la película I Can Speak donde dio vida a Park Young-jae, el hermano menor de Park Min-jae (Lee Je-hoon).
El 30 de agosto del 2018 apareció como parte del elenco principal de la película Last Child donde interpretó a Yoon Gi-hyun, un joven cuya vida cambia por la muerte de su amigo y compañero de clases Jin Eun-chan (Lee David).
El 7 de agosto del 2019 apareció en la película The Battle: Roar to Victory donde dio vida al joven soldado Gae Ddong-yi.
El 31 de diciembre del mismo año apareció como parte del elenco de la película Not The Lips (입술은 안돼요) donde interpretó a Sung-kyung, el hijo del escritor Hyun (Ryu Seung-ryong) y Mi-ae (Oh Na-ra).
En el 2020 se unirá al elenco principal de la película Count donde dará vida a Yoon-woo, un joven rebelde con habilidades sobresalientes que pierde la esperanza al principio de su vida después de enfrentar la injusticia del mundo.

## Filmografía

### Películas
| Año  | Título                              | Personaje                 | Notas                                                                                           | Ref.   |
| ---- | ----------------------------------- | ------------------------- | ----------------------------------------------------------------------------------------------- | ------ |
| 2011 | Blind                               | Dong-hyun (de niño)       | junto a Kim Ha-neul, Kim Soo-jin, Yoo Seung-ho, Jo Hee-bong, Park Bo-gum y Kim Mi-kyung         |        |
| 2011 | Punch                               | Do Wan-deuk (de niño)     | junto a Yoo Ah-in, Kim Yoon-seok, Park Hyo-joo y Kim Sang-ho                                    |        |
| 2011 | My Way                              | Tatsuo Hasegawa (de niño) | junto a Jang Dong-gun, Joe Odagiri, Fan Bingbing, Lee Yeon-hee y Do Ji-han                      |        |
| 2011 | 종이꽃                              | 경수                      | (corto)                                                                                         |        |
| 2013 | Black Dove                          | Joon-gu (de joven)        | junto a Lim Hyung-guk, Ahn Ji-hye, Oh In-hye, Jo Sun-mook, Shin Yun-sook y Jeon Young-woon      |        |
| 2013 | My Paparotti                        | Jang-ho (de joven)        | junto a Lee Je-hoon, Han Suk-kyu, Kang So-ra, Oh Dal-su, Cho Jin-woong, Jin Kyung y Kim Ji-seok |        |
| 2013 | Bean Sprouts                        | Su-wan                    | junto a Lee Ki-woo, Kang Ye-seo, Kim Hyo-seo, Lee Jun-hyeok, Ji Chan (지찬) y Jang Hee-jin      |        |
| 2013 | Secretly, Greatly                   | Rhee Hae-jin (de joven)   | junto a Kim Soo-hyun, Park Ki-woong, Lee Hyun-woo, Park Eun-bin y Choi Woo-shik                 |        |
| 2013 | Hide and Seek                       | Sung-chul                 | junto a Son Hyun-joo, Moon Jeong-hee, Jeon Mi-seon, Kim Ji-young, Kim Won-hae y Jo Han-chul     |        |
| 2014 | The Fatal Encounter                 | Sang-chaek (de joven)     | junto a Hyun Bin, Goo Seung-hyun, Chun Bo-geun, Lee Jae-hee, Jung Jae-young y Jo Jung-suk       |        |
| 2014 | Manhole                             | Manhole (de joven)        | junto a Jung Kyung-ho, Yoon Chan-young, Jung Yu-mi, Kim Sae-ron y Lee Young-yoo                 |        |
| 2014 | My Dictator                         | Tae-sik                   | junto a Sol Kyung-gu, Park Hae-il, Yoon Je-moon, Lee Byung-joon, Ryu Hye-young y Lee Kyu-hyung  |        |
| 2015 | Empire of Lust                      | Kim Min-jae (de joven)    | junto a Shin Ha-kyun, Jang Hyuk, Kang Han-na, Kang Ha-neul y Som Byong-ho                       |        |
| 2015 | The Trip Around the World           | Han Sang-pil              | junto a Kim Jung-tae, Park Ha-young, Goo Seung-hyun y Han Sa-myung                              |        |
| 2015 | Memories of the Sword               | Gam-cho                   | junto a Lee Byung-hun, Jeon Do-yeon, Kim Go-eun, Lee Jun-ho, Lee Geung-young y Kim Tae-woo      |        |
| 2015 | The Tiger: An Old Hunter's Tale     | Seok-yi                   | junto a Choi Min-sik, Jung Man-sik, Kim Sang-ho, Ren Osugi, Jung Suk-won y Ra Mi-ran            |        |
| 2016 | Sweet Sixteen                       | Xia Mu (de joven)         | junto a Kris Wu, Han Geng, Lu Shan, Bao Bei'er, Joo Won y Zhang Yao                             |        |
| 2017 | I Can Speak                         | Park Young-jae            | junto a Lee Je-hoon, Na Moon-hee, Choi Soo-in, Park Chul-min y Lee Sang-hee                     |        |
| 2017 | Along with the Gods: The Two Worlds | Kim Ja-hong (de joven)    | junto a Ha Jung-woo, Cha Tae-hyun, Joo Ji Hoon, Kim Hyang-gi y Goo Seung-hyun                   |        |
| 2018 | I Want to Know Your Parents Face    | Estudiante                | junto a Sol Kyung-gu, Oh Dal-su, Chun Woo-hee, Moon So-ri y Ko Chang-seok                       |        |
| 2018 | Last Child                          | Yoon Gi-hyun              | junto a Choi Moo-sung, Kim Yeo-jin, Lee David y Kim Kyung-ik                                    |        |
| 2019 | Birthday                            | Seong-joon                | junto a Sol Kyung-gu, Jeon Do-yeon, Kim Bo-min, Yoon Chan-young, Lee Bong-ryun y Kwon So-hyun   |        |
| 2019 | The Battle: Roar to Victory         | Gae Ddong-yi              | junto a Yoo Hae-jin, Jo Woo-jin, Ryu Jun-yeol, Kazuki Kitamura e Hiroyuki Ikeuchi               |        |
| 2019 | Moonlit Winter                      | Kyung-soo                 | junto a Kim Hee-ae, Yūko Nakamura, Kim So-hye y Hana Kino                                       |        |
| 2020 | Count                               | Yoon-woo                  | junto a Jin Sun-kyu, Oh Na-ra, Ko Chang-seok, Jang Dong-joo y Ko Kyu-phill                      |        |
| 2021 | Perhaps Love                        | Sung Kyung                | junto a Ryu Seung-ryong, Oh Na-ra, Kim Hee-won, Lee Yoo-young y Moo Jin-sung                    | [ 11 ] |
| 2022 | I Want to Know Your Parents         | Kang Han-gyeol            | junto a Sul Kyung-gu, Chun Woo-hee, Moon So-ri, Oh Dal-su y Ko Chang-seok.                      | [ 12 ] |
| 2022 | The Witch: Part 2. The Other One    | Dae-gil                   | junto a Shin Si-ah, Kim Da-mi, Jo Min-su, Lee Jong-suk y Park Eun-bin                           | [ 13 ] |
| 2022 | Broker                              | Young-min                 | junto a Song Kang-ho, Bae Doona, Gang Dong-won y Lee Ji-eun                                     |        |
| 2023 | Count                               | Yoon-woo                  | junto a Jin Seon-kyu, Oh Na-ra, Ko Chang-seok, Jang Dong-joo, Ko Kyu-pil y Kim Min-ho           | [ 14 ] |

### Series de televisión
| Año  | Título                              | Personaje                             | Notas                            | Ref.   |
| ---- | ----------------------------------- | ------------------------------------- | -------------------------------- | ------ |
| 2013 | Cruel City (Heartless City)         | Jung Shi-hyun (de joven)              |                                  |        |
| 2013 | Fantasy Tower                       | Shi-jang                              | Ep. 4                            |        |
| 2013 | Haneuljae's Murder                  | Yoon-ha (de joven)                    | Drama Festival 2013, 1 episodio  |        |
| 2014 | 4teen                               | Jun-yi                                | Drama Festival 2014, 2 episodios |        |
| 2014 | It's Okay, That's Love              | Jang Jae-yeol (de joven)              |                                  |        |
| 2015 | Heart to Heart                      | Ko Yi-seok (de adolescente)           |                                  |        |
| 2016 | The Good Wife                       | Lee Ji-hoon                           |                                  |        |
| 2017 | Black Knight: The Man Who Guards Me | Moon Soo-ho / Lee Myung-so (de joven) |                                  |        |
| 2018 | Mr. Sunshine                        | Jang Seung-goo (de joven)             |                                  |        |
| 2021 | Be;twin                             | Kim Yoon-yi / Kim Hwan-yi             | Drama Special                    |        |
| 2024 | No Way Out: The Roulette            | Seo Dong-ha                           |                                  |        |
| 2025 | Manual para residentes              | Hong Gi-dong                          | Aparición especial, ep. 7        | [ 15 ] |
| 2025 | Twelve                              | Ma-rok                                |                                  |        |

### Aparición en videos musicales
| Año  | Intérprete     | Canción                                                   | Notas         |
| ---- | -------------- | --------------------------------------------------------- | ------------- |
| 2016 | Lee Seung-hwan | "The Signal of One Billion Light-year" (10억 광년의 신호) | [ 16 ]        |
| 2014 | Seo Taiji      | "Sokyokdong" (소격동)                                     | [ 17 ] [ 18 ] |
| 2014 | IU             | "Sokyokdong" (소격동)                                     |               |

### Revistas / sesiones fotográficas
| Año  | Título             | Notas |
| ---- | ------------------ | ----- |
| 2019 | Marie Claire Korea |       |

### Anuncios
| Año | Título                                  | Notas |
| --- | --------------------------------------- | ----- |
| -   | NongShim Group - Kellogg's Corn Frost   |       |
| -   | KISA (Korea Internet & Security Agency) |       |
| -   | 1830 Hand-washing                       |       |

## Premios y nominaciones
| Año  | Categoría                             | Premio                        | Trabajo                             | Resultado |
| ---- | ------------------------------------- | ----------------------------- | ----------------------------------- | --------- |
| 2022 | Best Supporting Actor                 | 58th Baeksang Arts Award      | Perhaps Love                        | Pendiente |
| 2021 | Best Actor in Drama Special/TV Cinema | KBS Drama Award               | Be;twin                             | Nominado  |
| 2019 | Best New Actor                        | 28th Buil Film Award          | Last Child                          | Ganó      |
| 2019 | Best Actor                            | 6th Wildflower Film Award     | Last Child                          | Ganó      |
| 2019 | Best New Actor                        | Korea Gold Awards Festival    | Last Child                          | Ganó      |
| 2019 | 신인남우상                            | 제24회 춘사영화제             | Last Child                          | Nominado  |
| 2018 | Best Young Actor                      | 2018 KBS Drama Award          | Black Knight: The Man Who Guards Me | Nominado  |
| 2018 | Best New Actor                        | 19th Busan Film Critics Award | Last Child                          | Ganó      |
| 2018 | 올해의 신인남자배우                   | 씨네21 영화상                 | Last Child                          | Ganó      |
| 2018 | Best New Actor                        | 39th Blue Dragon Film Award   | Last Child                          | Nominado  |